# ماتيوس زبروفسكي
ماتيوس زبروفسكي هو لاعب كرة قدم بولندي في مركز الدفاع، ولد في 29 نوفمبر 1996 في غانا. لعب مع لاسك لينتس.